# Kluet Timur
Kluet Timur (indonez. Kecamatan Kluet Timur) – kecamatan w kabupatenie Aceh Selatan w okręgu specjalnym Aceh w Indonezji.
Kecamatan ten znajduje się w północnej części Sumatry. Od zachodu graniczy z kecamatanem Kluet Utara, od północnego zachodu z kecamatanem Kluet Tengah, od wschodu z kabupatenem Aceh Tengara, od południowego wschodu z kecamatanem Kluet Selatan, a od południa z kecamatanem Bakongan. Przebiega przez niego droga Jalan Kedai Runding.
W 2010 roku kecamatan ten zamieszkiwało 8571 osób, z których wszystkie stanowiły ludność wiejską. Mężczyzn było 4 240, a kobiet 4 331. Wszyscy mieszkańcy wyznawali islam.
Znajdują się tutaj miejscowości: Alai, Durian Kawan, Lawe Buluh Didi, Lawe Cimanok, Lawe Sawah, Paya Dapur, Paya Laba, Pucuk Lembang, Sapik.